# Орсон Велс
Орсон Велс (енгл. Orson Welles; Кеноша, 6. мај 1915 — Лос Анђелес, 10. октобар 1985), амерички режисер, глумац, сценариста и продуцент.
У свет глуме и инсценације ушао је почетком тридесетих година, за време боравка у Даблину где је добио ангажман као позоришни глумац и режисер. Позоришту је остао веран још неко време по повратку у Сједињене Америчке Државе, а од 1935. године све више сарађује на радију као наратор, глумац или писац, а повремено адаптира и занимљива књижевна дела.
Тако је 30. октобра 1938. године изазвао општу панику вештом и уверљивом адаптацијом романа Рат светова о инвазији Марсоваца. О тој помутњи коју је Велс изазвао својом радио-драмом снимљен је 1975. године ТВ филм Ноћ која је успаничила Америку.
Његов филмски првенац, двосатни филм Грађанин Кејн, ког је режирао 1941. године, спада међу ремек-дела светског филма. Номинован је за Оскара за најбољи филм, режију и главну улогу коју је одиграо сам Велс. Иако није добио Оскара, овај филм је 1999. године проглашен за најбољи филм 20. века. Као филмски режисер никад није постигао комерцијални успех, али је зато велику популарност стекао као филмски глумац. Његов препознатљиви редитељски стил садржавао је слојевите и нелинеарне наративне форме, употребу осветљења као што је кјароскуро, необичне углове камере, звучне технике посуђене од радија, снимке дубоког фокуса и дуготрајног излагања. Он је хваљен је као „ултиматни ауторски режисер”.‍:6
Статус филмске звезде утврдио му је филм Трећи човек, снимљен 1949. године у којем је одиграо лик супериорног криминалца. По Шекспировој трагедији Отело, 1952. године снимио је истоимени играни филм који му је донео Златну палму на фестивалу у Кану. Последње дело, филм Истине и лажи, снимио је 1974. године. Године 1975. добио је награду за животно дело Америчког филмског института. Свој последњи наступ Орсон Велс је имао у анимираном филму Трансформерси, из 1986. године, давши глас Уникрону. Преминуо је убрзо након наступа у том филму.
Велс је имао три брака, укључујући онај са Ритом Хејворт, и троје деце. Познат по свом баритонском гласу, Велс је екстензивно наступао у позоришту, на радију и филму. Био је доживотни мађионичар који је запажен по представљању емисија за војску у ратним годинама. Године 2002, изабран је за највећег филмског режисера свих времена у две анкете Британског филмског института спроведеним међу режисерима и критичарима. У 2018. години Дејли телеграф је уврстио Велса на листу 50 највећих холивудских глумаца свих времена.

## Филмографија
| Улоге Орсона Велса |                      |               |                        |          |
| Година             | Српски назив         | Изворни назив | Улога                  | Напомена |
| 1941.              | Грађанин Кејн        |               | Чарлс Фостер Кејн      |          |
| 1943.              | Џејн Ејр             |               | Едвард Рочестер        |          |
| 1948.              | Магбет               |               | Магбет                 |          |
| 1949.              | Трећи човек          |               | Хари Лајм              |          |
| 1956.              | Моби Дик             |               | отац Јавор             |          |
| 1958.              | Додир зла            |               | Хенк Квинлан           |          |
| 1962.              | Процес               |               | адвокат Алберт Хастлер |          |
| 1966.              | Човек за сва времена |               | Томас Вулси            |          |
| 1967.              | Казино Ројал         |               | Ле Шифр                |          |
| 1969.              | Битка на Неретви     |               | Четнички сенатор       |          |
| 1971.              | Малпертуи            |               | Касавијус              |          |
| 1986.              | Трансформерси        |               | Јуникрон               | глас     |

## Документарни филмови о Орсону Велсу
- Baratier, Jacques, Désordre, 1950.
- Albert and David Maysles, Orson Welles in Spain, 1966.
- Reichenbach, François and Rossif, Frédéric, Orson Welles, 1968 (ORTF, French TV).
- Rozier, Jacques, Vive le cinéma !, 1972, (ORTF, French TV).
- Marienstras, Richard and Romero, Isidro, Shakespeare et Orson Welles, 1973 (French TV).
- Philippe, Claude-Jean and Lefebvre, Monique, Une légende, une vie : Citizen Welles, 1974 (French TV).
- Orson Welles talks with Roger Hill and Hortense Hill, Sedona, Arizona, 1978.
- Megahey, Leslie and Yentob, Alan, The Orson Welles Story, 1982 (Arena, BBC-TV).
- Boutang, Pierre-André and Seligmann, Guy, Orson Welles à la cinémathèque (française), 1983.
- Graver, Gary, Working with Orson Welles, 1993.
- Giorgini, Ciro and Giagni, Gianfranco, Rosabella: La Storia italiana di Orson Welles, 1993.
- Silovic, Vassili with Kodar Oja, Orson Welles : The One-Man Band, 1995.
- Rodriguez, Carlos, Orson Welles en el país de Don Quijote, 2000.
- Petri, Kristian, Brunnen, 2005.
- France, Richard and Fischer, Robert, Citizen America: Orson Welles and the ballad of Isaac Woodard, 2005.
- Rafaelic, Daniel and Rizmaul, Leon, "Druga strana Wellesa", 2005.
- Sedlar, Dominik and Sedlar, Jakov, Searching for Orson, 2006.
- Bernard, Jean-Jacques, Welles angels, 2007.
- Workman, Chuck, Magician: The Astonishing Life and Work of Orson Welles, 2014.
- Kuperberg, Julia and Kuperberg, Clara, This is Orson Welles, 2015.
- Kapnist, Elisabeth, Orson Welles, shadows & light, 2015.
- Mark Cousins, The eyes of Orson Welles, 2018.

### Документарни филмови оГрађанину Кејну(1941)
- The legacy of Citizen Kane (included in the Criterion 50th Anniversary Edition LaserDisc), 1992.
- Reflections on Citizen Kane (included in the Turner Home Entertainment 50th Anniversary Edition VHS), 1991.
- The complete Citizen Kane, (BBC-TV), 1991.
- Epstein, Michael and Thomas Lennon, The Battle Over Citizen Kane, (PBS  The American Experience, 1996)

### Документарни филмови оТо је све тачно(1942)
- Sganzerla,Rogério, Nem Tudo é Verdade, 1986.
- Krohn, Bill, Meisen, Myron and Wilson, Richard, It's All True: Based on an Unfinished Film by Orson Welles, 1993.

### Документарни филмови оГ. Аркадин(1955)
- Drössler, Stefan, The Labyrinths of Mr. Arkadin, Munich Filmmuseum, 2000.

### Документарни филмови оДодир зла(1958)
- The Restoration of Touch of Evil, 1998.

### Документарни филмови оЗвуци у поноћ(1965)
- Berriatúa, Luciano, Las versiones de Campanadas a medianoche, 2012.

### Документарни филмови оДруга страна ветра(1970–1976)
- Neville, Morgan, They'll Love Me When I'm Dead, 2018.
- Suffern, Ryan, A Final Cut for Orson: 40 years in the making, 2018.

### Архивски извори
- Guide to the Orson Welles Materials, Lilly Library, Indiana University
- Finding Aid for the Orson Welles – Oja Kodar Papers 1910–1998 (bulk 1965–1985), Special Collections Library, University of Michigan
- Finding Aid for the Richard Wilson – Orson Welles Papers 1930–2000 (bulk 1930–1991), Special Collections Library, University of Michigan
- Finding Aid for the Orson Welles – Chris Welles Feder Collection 1931–2009, Special Collections Library, University of Michigan
- Finding Aid for the Orson Welles – Alessandro Tasca di Cutò Papers 1947–1995, Special Collections Library, University of Michiga